# Réal Barnabé
Pour les articles homonymes, voir Barnabé (homonymie).
 (février 2024).
Réal Barnabé, né dans la ville de Québec[Quand ?], est un journaliste canadien.
Il gère, depuis 1996[évasif], divers programmes de coopération internationale dans le domaine du développement des médias. Avant de s'installer en Tunisie en juillet 2017, il avait effectué plus de 130 de missions en Europe de l'Est (Bosnie-Herzégovine, Kosovo, Serbie), en Asie du Sud-Est (Vietnam, Laos), dans les Caraïbes (Haïti) et en Afrique (une vingtaine de pays).
Il a longtemps travaillé à la radio et la télévision de la Société Radio-Canada à titre de journaliste, correspondant, animateur et gestionnaire. Ces dernières années, il a réalisé cinq documentaires diffusés sur diverses chaînes dont Ici Radio-Canada Télévision et TV5.

## Biographie
Détenteur de deux diplômes (Bac Ès Arts et Bac en Science politique) de l'Université Laval, Réal Barnabé a fait des études de deuxième cycle en gestion des affaires. De 1968 à 1981, il a été journaliste et animateur à la radio et la télévision de Radio-Canada. Dans les années 1980, il a été successivement directeur de cabinet du ministre des Communications du gouvernement du Québec, directeur de l'information puis vice-président à l'information à Télévision Quatre Saisons (TQS) et président de la Fédération professionnelle des journalistes du Québec (FPJQ). En 1994, après avoir été directeur de l'information régionale et directeur des affaires générales à Radio-Canada, Réal Barnabé a été détaché auprès du Conseil international des radios-télévisions d’expression française (CIRTEF) dont le siège est à Bruxelles. Pendant presque deux ans, il a été responsable des programmes de formation du CIRTEF auprès des radiodiffuseurs francophones du Sud.
Il a été membre du bureau de direction de l'Académie canadienne du cinéma et de la télévision et du Conseil de presse du Québec. Il est, depuis 2004, vice-président de la Fondation Fabienne Colas pour la promotion de l’art, de la culture, de l’art et du cinéma.
En 1996, Réal Barnabé a créé Réseau Liberté, un organisme de coopération qui a œuvré dans une trentaine de pays et dont la vocation était la promotion de la liberté de la presse dans les démocraties émergentes. Entre septembre 2011 et février 2014, il a séjourné en Haïti où il a été journaliste résident chez Internews et consultant auprès de BBC Media Action. De février 2014 à juin 2016, il a été directeur de projet puis directeur pays en Guinée pour l'ONG américaine Internews. Il a d'abord dirigé le projet Médias guinéens : acteurs de la paix et de la stabilité  financé par l'Union européenne. Puis, le projet L'information sauve des vies : Éruption d'Ebola en Guinée dont la principale activité a été la production d'une émission quotidienne d'information sur Ebola diffusée par 40 stations de radio. (Financement : USAID et Coopération allemande-KfW).

## Filmographie, production radio et télé

### Radio
- Janvier 2015 à février 2016 (directeur) : Ebola Chrono (317 éditions diffusées par 40 radios guinéennes)
- 1er juillet 2012 : Les Chemins de travers, Ici Radio-Canada Première
- Septembre 2011 à juin 2012 (directeur) : Enfòmasyon Nou Dwe Konnen (ENDK) (plus de 200 éditions en créole diffusées par 35 radios haïtiennes)
- Janvier 2011 (animateur, réalisateur) : Le temps s’est arrêté à Port-au-Prince, Radio-Canada Première
- 1980 (animateur) : À suivre (une vingtaine d'émissions d'une heure sur la constitution canadienne - Radio-Canada Première)
- Septembre 1972 à juin 1975 (animateur) : Présent Québécois (Radio-Canada Première)
- Juin 1968 à septembre 1969 (correspondant parlementaire à Québec) : Présent Québécois (Radio-Canada Première)

### Télévision
- Janvier 2015 (réalisateur, documentaire) : Une question de confiance (Ici Radio-Canada Télé)
- Juin 2013 à février 2014 (rédacteur en chef) : Journal de 20 heures (124 éditions en créole, Planet Haïti)
- 2011 (réalisateur et producteur au contenu) : Pourquoi pas Haïti ?[1] (10 janvier 2011 sur Ici Radio-Canada RDI et avril 2012 sur Ici Radio-Canada Télé)
- 2011 (réalisateur) : Pour ne pas les oublier (11 novembre 2011 sur Ici Radio-Canada Télé, 16 novembre 2011 sur Ici Radio-Canada RDI)
- 2011 (co-réalisateur) : We Will Remember Them (11 novembre 2011 sur CBC)
- 2006 (producteur) : Ayisyen nan dyaspora se poto mitan developman dirad (Le rôle de la diaspora dans le développement d’Haïti) (émission spéciale, Télévision nationale d’Haïti)
- 1999 (producteur) : Québec-Guinée, le courant passe (document corporatif, Hydro Québec International)
- 1999 (producteur) : Hydro Québec au Nicaragua (document corporatif, Hydro Québec International)
- 1998 (producteur, réalisateur) : Deux reportages sur l'Internet au Vietnam (Branché, Télévision de Radio-Canada)
- 1998 (producteur, réalisateur) : Famadihana : le retournement des morts à Madagascar (Second Regard, Télévision de Radio-Canada)
- 1997 (producteur) : Les femmes paysannes au Nicaragua (La semaine verte, Télévision de Radio-Canada)
- 1997 (producteur, réalisateur) : Quatre capsules sur le français au Vietnam (Funambule, TV5)
- 1995-1999 (producteur, réalisateur) : Soixante courts métrages sur des projets canadiens de développement tournés dans une quinzaine de pays (Horizons francophones, RDI)
- 1994 (réalisateur) : Horizons francophones (une quarantaine d'éditions sur RDI)
- 1985-1986 : Énap présente... (série d'une trentaine d'entretiens sur l'administration publique, Canal Savoir et Télé Québec)
- 1975-1976 : Reportages quasi-quotidiens (Téléjournal et Ce soir, Télévision de Radio-Canada)
- 1969-1971 : Des dizaines de reportages au Canada et à l'étranger (Format 60 et Format 30, Télévision de Radio-Canada)
- 1968-1969 : Dix chroniques (Femmes d'aujourd'hui, Télévision de Radio-Canada)